# هالیاددا
هالیاددا (به لاتین: Haliyadda) یک منطقهٔ مسکونی در سری‌لانکا است که در استان مرکزی (سری‌لانکا) واقع شده‌است.